# Jenny Boyd (Schauspielerin)
Jenny Boyd (geb. 27. Februar 1991 in Sion, Schweiz) ist eine britisch-amerikanische Schauspielerin.

## Leben
Jenny Boyd wurde in der Schweiz geboren und hat sowohl die britische als auch die US-amerikanische Staatsbürgerschaft. Aufgewachsen ist sie in Oregon, USA. Sie arbeitet als Model und hat an der London Academy of Music and Dramatic Art ihren Bachelor in Schauspiel absolviert. Seit 2015 tritt sie als Schauspielerin in Erscheinung. Ihre erste Rolle übernahm sie in The Viking – Der letzte Drachentöter.
Die Rolle der Lizzie Saltzman in Legacies, dem Spin-Off von The Originals, ist ihre erste Hauptrolle in einer TV-Serie.

## Filmografie
- 2015: The Viking – Der letzte Drachentöter (Viking Quest, Fernsehfilm)
- 2016: Clean Sheets (Kurzfilm)
- 2018: Hex
- 2018: Sunday Tide (Kurzfilm)
- 2018–2022: Legacies (Fernsehserie)